# Eupanacra regularis
Espèce
Eupanacra regularis est une espèce de lépidoptères de la famille des Sphingidae, sous-famille des Macroglossinae, tribu des Macroglossini, sous-tribu des Macroglossina et du genre Eupanacra.

## Description
L'espèce est très proche d'Eupanacra automedon on l'en distingue facilement le par marquages blanc de l'apex de le face dorsal de l'aile antérieur, disposés presque linéairement (contrairement à Eupanacra automedon) de sorte que la forme en W typique de l'espèce est à peine discernable.

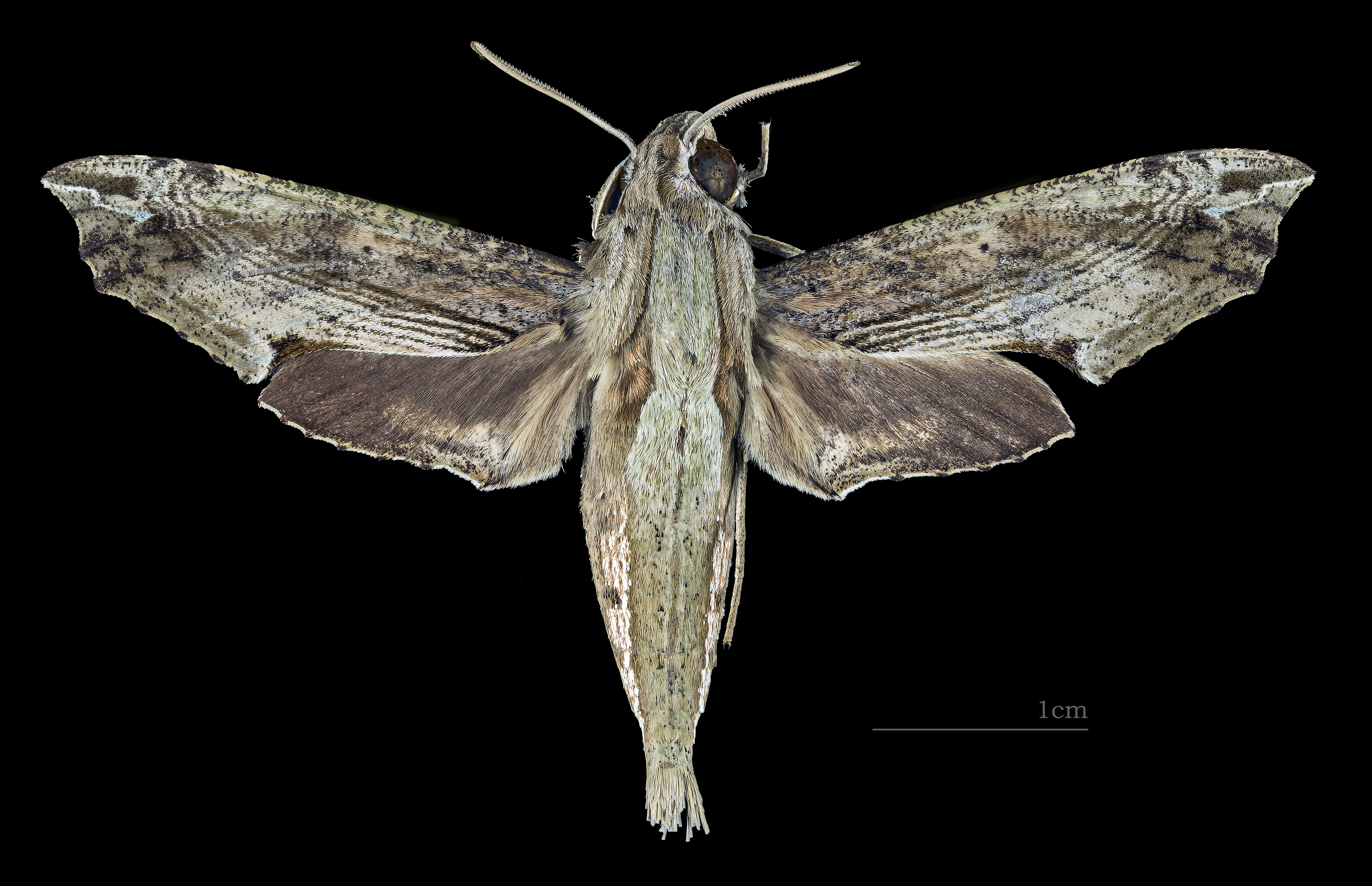
Face dorsale du mâle (coll.MHNT)
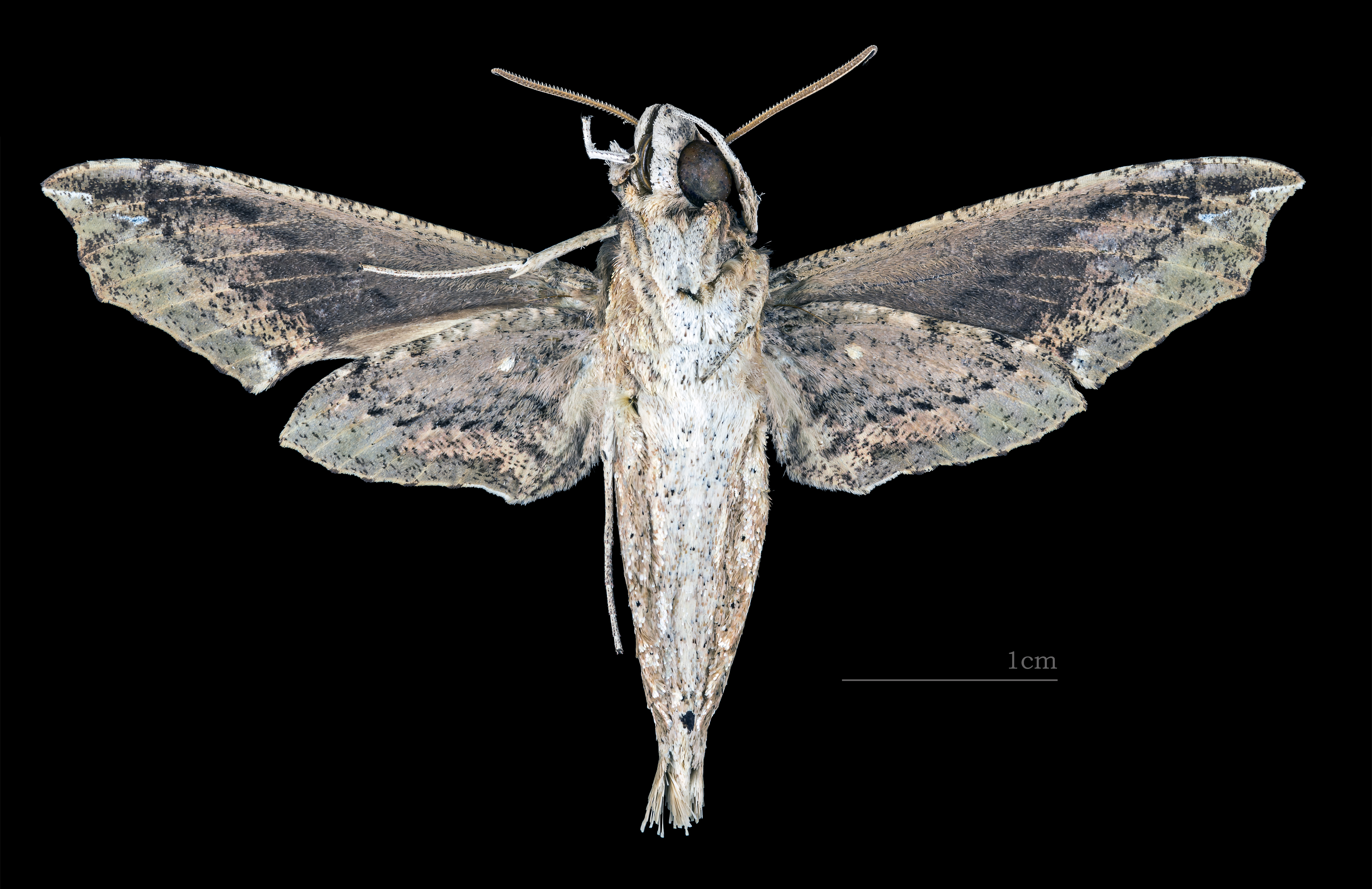
Revers du mâle (coll.MHNT)

## Répartition et habitat
Répartition
L'espèce est connue en Inde et en Asie du Sud-Est, notamment en Birmanie, en Thaïlande, en Malaisie péninsulaire et en Indonésie (Sumatra, Bornéo, Java).

## Systématique
- L'espèce Eupanacra regularis a été décrite par l'entomologiste britannique Arthur Gardiner Butler en 1875, sous le nom initial de Panacra regularis[1].

### Synonymie
- Panacra regularis Butler, 1875 protonyme
- Panacra dohertyi Rothschild, 1894
- Eupoanacra dohertyi Rothschild, 1894
- Panacra regularis continentalis Gehlen, 1930

### Liste des sous-espèces
- Eupanacra regularis regularis
- Eupanacra regularis continentalis (Gehlen, 1930) (India)